# Spatalia argentina
Spatalia argentina is een vlinder uit de familie tandvlinders (Notodontidae). De wetenschappelijke naam is voor het eerst geldig gepubliceerd in 1775 door Denis & Schiffermüller.
De soort komt voor in Europa.